# 우상민
우상민(1953년 9월 7일 ~)은 대한민국의 연극 배우 및 뮤지컬 배우다.

## 작품

### 뮤지컬
- 1991년 - 《넌센스》... 원장수녀 역
- 2000년 - 《장보고》... 버들아기 역
- 2001년 - 《넌센스》... 레지나 역
- 2005년 - 《넌센스 잼보리》... 윌헬름 수녀 역
- 2005년 - 《풋루스》 ... 비(목사부인) 역
- 2008년 - 《두 번째 태양》... 마고 역
- 2009년 - 《두 번째 태양》... 마고 역
- 2010년 - 《두 번째 태양》 ... 마고 역
- 2010년 - 《풋루스》 ... 비(목사부인) 역
- 2011년 - 《그대를 사랑합니다》... 송이뿐 역
- 2011년 - 《넌센스》... 원장수녀 역
- 2011년 - 《부활 더 골든 데이즈》... 지도위원 진하 역

## 수상경력
- 《서울공연예술제》 여자 연기상 (2002년)
- 《기독교문화대상》 뮤지컬부문상 (1999년)
- 《연극배우협회》 올해의 연기자상 (1998년)
- 《제4회 대한민국연극제》 신인상 (1980년)